# Nazionale maschile di pallacanestro di Antigua e Barbuda
La nazionale di pallacanestro di Antigua e Barbuda è la rappresentativa cestistica di Antigua e Barbuda ed è posta sotto l'egida della Federazione cestistica di Antigua e Barbuda.

## Piazzamenti

### Campionati centramericani
- 2003 - 7°
- 2004 - 7°
- 2016 - 10°

### Campionati caraibici
- 2004 -  3º
- 2006 - 6°
- 2007 - 5°
- 2009 - 7°
- 2011 - 6°

- 2014 - 7°
- 2015 -  3º

## Formazioni

### Campionati centramericani
Campionato centramericano maschile di pallacanestro 20034 Charles, 5 Lee, 6 McCoy, 7 N. Davis, 8 Joseph, 9 D. Davis, 10 Williams, 11 Samuel, 12 Matthew, 13 Barton, 14 Brazier, 15 M. Davis,        All. -
Campionato centramericano maschile di pallacanestro 20044 London, 5 C. Simon, 6 Ma. Davis, 7 Mo. Davis, 8 R. Simon, 9 Charles, 10 Zhabazz, 11 Martin, 12 Gregory, 13 Edwards, 14 Joseph, 15 James,        All. -
Campionato centramericano maschile di pallacanestro 20164 Destin, 5 Achom, 6 McCoy, 7 Meade, 8 Burton, 9 DeSouza, 10 Joshua, 11 Gore, 12 Richardson, 13 Sergeant, 14 McIntosh, 15 Wallace,        All. George Hughes

### Campionati caraibici
Campionato caraibico maschile di pallacanestro 2000S. James, Mar. Davis, Mah. Davis, N. Davis, Nedd, Barton, K. James, Knight, Joseph, Jules, Gregory, McCoy, All. -
Campionato caraibico maschile di pallacanestro 2002Matthew, McCoy, Mar. Davis, Mah. Davis, Brazier, Joseph, Williams, James, Samuel, Gregory, Jules, N. Davis, All. Irwin Armstrong
Campionato caraibico maschile di pallacanestro 20044 London, 5 L. Simon, 6 Mario Davis, 7 Marlon Davis, 8 C. Simon, 9 Charles, 10 Shabazz, 11 Martin, 12 Clinton, 13 Williams, 14 Looby,        All. -
Campionato caraibico maschile di pallacanestro 20074 London, 5 Walker, 6 Samuel, 7 Williams, 8 Joseph, 9 Charles, 10 McCoy, 11 Martin, 12 Clinton, 13 Henry, 14 Meade, 15 Kirby,        All. -
Campionato caraibico maschile di pallacanestro 20094 Destin, 5 Simon, 6 Walker, 7 Charles, 8 Meade, 9 Mar. Davis, 11 Samuel, 12 Mah. Davis, 13 Harris, 14 Henry,        All. -
Campionato caraibico maschile di pallacanestro 20114 Hodge, 5 Walker, 6 Davis, 7 McCoy, 8 Charles, 9 Destin, 10 Harris, 11 Brazier, 12 Samuel, 13 Meade, 14 Matthew, 15 Henry,        All. -
Campionato caraibico maschile di pallacanestro 20144 Samuel, 5 Meade, 6 Davis, 7 Kevin Francis, 8 McCoy, 9 Warrington, 10 Joshua, 11 Richardson, 12 Martin, 13 Keva. Francis, 14 Scott, 15 Sergeant,        All. George Hughes
Campionato caraibico maschile di pallacanestro 20154 Achom, 5 Benjamin, 6 Davis, 7 Edwards, 8 McCoy, 9 Burton, 10 Joshua, 11 Richardson, 12 Henry, 13 Looby, 14 Scott, 15 Sergeant,        All. George Hughes